# 鶴澤探鯨
鶴澤 探鯨（つるさわ たんげい） 1687年（貞享4年） - 1769年9月20日（明和6年8月21日））は、日本の江戸時代中期に活躍した狩野派の絵師。鶴澤探山の息子で鶴澤派の2代目。名は守実。探鯨は号で、別号に幽皓。

## 略伝
鶴澤探山の子として生まれる。10代前半頃に父とともに上洛し、禁裏の御用を務めた。父と共に、1708年（宝永5年）慶仁親王（中御門天皇）御所、宝永度禁裏御所、1713年（正徳3年）近衛尚子女御御所、1723年（享保8年）昭仁親王（桜町天皇）御所の障壁画制作に参加する。1728年（享保13年）法橋叙任。翌年に父・探山が亡くなった後も、1736年（元文元年）二条舎子女御御所や一条富子女御御所障壁画を手掛けた。1747年（延享4年）61歳で父と同じ法眼に進んだ。1769年（明和6年）83歳で没した。墓は京都の善導寺。息子の鶴澤探索が跡を継いだ。弟子に石田幽汀、吉田元陳、江村春甫、大森捜雲、雲鯨、竹内重方、一説に歌川豊春など。
画風は、探幽様式を守った父と違って多彩である。江戸狩野派様式を基調としつつも、京狩野風、大和絵風、あるいは琳派風の作品も描いている。これは京都の人々の需要や、若年で上洛した探鯨は京都に残る名品を見て学ぶことができたからだと推測される。探鯨の多様な画風は以後、鶴澤派画風の基調として受け継がれていくことになる。

## 代表作
| 作品名               | 技法           | 形状・員数 | 寸法（縦x横cm） | 所有者                                    | 年代              | 落款・印章                                        | 備考         |
| -------------------- | -------------- | ---------- | --------------- | ----------------------------------------- | ----------------- | ------------------------------------------------- | ------------ |
| 桜雉子・梅金鶏図屏風 | 紙本金地著色   | 六曲一双   |                 | 香川県・円明院 （京都国立博物館寄託）     |                   | 「探鯨齋筆」落款 「守美」朱文方印                 |              |
| 諸鳥図               | 紙本著色       | 1巻        | 32.6x1161.5     | 長谷寺                                    |                   | 「探鯨齋筆」落款 「守美」印                       |              |
| 秋草図屏風           | 紙本金地著色   | 二曲一隻   |                 | 根津美術館                                |                   | 「法橋探鯨守美筆」落款 「守美」朱文方印           |              |
| 琴棋書画図屏風       | 紙本著色       | 六曲一双   |                 | 聖護院                                    |                   | 「法橋探鯨守美筆」落款 「守美」朱文方印           |              |
| 富士十二景押絵貼屏風 | 紙本著色       | 六曲一双   |                 | 聖護院                                    |                   | 「法橋探鯨守美筆」落款 「守美」朱文円印           |              |
| 白鷹図               | 絹本墨画淡彩   | 1幅        |                 | 京都府立総合資料館 （京都文化博物館管理） | 1756年（宝暦6年） | 「法眼探鯨齋行年七十筆」落款 「守美」朱文方印     |              |
| 瀟湘八景図屏風       | 紙本墨画金砂子 | 六曲一双   |                 | 七宝庵コレクション                        | 1768年（明和5年） | 「法眼探鯨齋行年八十二歳筆」落款 「鶴澤」朱文方印 |              |
| 四季花鳥図屏風       | 紙本金地著色   | 六曲一双   |                 | 個人                                      |                   | 「法眼探鯨齋守美筆」落款 「守美」朱文円印         |              |
| 花木図屏風           | 紙本金地著色   | 六曲一双   |                 | 個人蔵                                    |                   | 「法眼探鯨齋筆」落款 「隺澤」朱文方印             |              |
| 瀟湘八景図屏風       | 紙本金地墨画   | 六曲一双   |                 | 個人蔵 （九州国立博物館寄託）             | 法眼期            |                                                   |              |
| 拈華微笑図           |                |            |                 | 浄福寺 (京都市)                           |                   |                                                   | 本堂裏堂壁画 |